# Чопик, Тарас Владимирович
Тара́с Влади́мирович Чо́пик (укр. Тарас Володимирович Чопик; род. 2 февраля 1972, Львов) — украинский футболист, вратарь

## Игровая карьера
Футбольную карьеру начинал во львовских «Карпатах», однако заявленный Чопик в матчах участие не принимал. Далее играл в украинских клубах «Газовик» (Комарно) и «Волынь», в которых отличался забитыми мячами. После чего была «Полиграфтехника», в 2002 году он отыграл за российский клуб «Анжи» из Махачкалы в первенстве дублёров 3 игры, в которых пропустил 7 мячей. После чего вернулся на родину, где играл за «Ниву» из Винницы, «Александрию» и черкасский «Днепр». 16 ноября 2006 года в матче первой лиги «Днепр» (Черкассы) — «Волынь» (Луцк) Тарас Чопик набросился на 18-летнего защитника своей команды Артёма Иванченко, которого посчитал виновником пропущенного мяча, нанёс ему кулаком удар в лицо. Судья тут же удалил Чопика, а получившего удар защитника пришлось заменить. В раздевалке Чопик принёс извинение Иванченко, который их принял. Чопик после этого инцидента был дисквалифицирован на 5 матчей.
В 2007 году перешёл в азербайджанский «Симург» из города Закаталы.
В 2009 году Тарас Чопик получил серьёзную травму, надолго выбыв из строя, и подумывал о завершении карьеры, однако травма одного из вратарей «Симурга» Фуада Ахмедова и изгнание из команды Рауфа Мехтиева стала мотивацией, чтобы в марте 2010 года Тарас вернулся в большой футбол. Отыграв тот сезон до конца, принял решение о завершении карьеры и вернулся на родину.

## Тренерская карьера
С февраля 2013 года по 2017 год и с 2019 по 2021 год — тренер вратарей в белорусском клубе «Нафтан».
С июля 2021 года — ассистент главного тренера ФК «Львов». С 25 августа 2021 по 6 сентября 2021 года был и. о. главного тренера ФК «Львов».